# Amaury V di Montfort
Amalrico V di Montfort in francese: Amaury V de Montfort-Évreux (... – 13 marzo 1182) fu Conte di Évreux dal 1181 alla morte.

## Origine
Secondo l'abate e storico normanno, priore dell'abbazia di Bec e sedicesimo abate di Mont-Saint-Michel, Roberto di Torigni, nel suo Chronique de Robert de Torigni, abbé du Mont-Saint-Michel, tome II, Amalrico era il figlio maschio primogenito del Signore di Montfort-l'Amaury, Épernon e Houdan e Conte di Évreux, Simone III detto il Calvo e della moglie, Matilde (Simon iste comes Ebroicensis et Mahaudis uxor eius), come ci viene confermato dal Cartulaire de Notre-Dame des Vaux de Cernay, Tome I, di cui non si conoscono gli ascendenti.
Secondo il documento n° LIV del Cartulaire de Notre-Dame des Vaux de Cernay, Tome I, Simone III di Montfort detto il Calvo era il figlio maschio secondogenito del Signore di Montfort-l'Amaury, Épernon e Houdan e Conte di Évreux, Amalrico III e della seconda moglie, Agnese di Garlande, figlia di Anseau de Garlande, signore di Rochefort-en-Yvelines e della moglie di cui non si conosce il nome e che portava in dote Rochefort-en-Yvelines.

## Biografia
Secondo Roberto di Torigni, Amalrico (Amauricus primogenitus filius Symonis comitis Ebroicensis) nel 1170, sposò la figlia primogenita del conte di Gloucester (primogenitam filiam Roberti comitis Gloecestriæ), per volere e ordine del re d'Inghilterra, Enrico II (iussu et voluntate Henrici regis Anglorum).
Suo padre, Simone III morì nel 1181, secondo il Ex Obituario ecclesiæ Ebroicensis, il 13 marzo; anche gli Obituaires de la province de Sens. Tome 2, Abbaye de Haute-Bruyère ricordano che Simone detto il Calvo fu sepolto a Évreux e nell'abbazia fu fatto un servizio funebre nel maggio 1181; infine Roberto di Torigni ricorda la morte nel 1181, dicendo che il figlio primogenito, Amalrico, gli succedette nella contea di Évreux, mentre il figlio secondogenito Simone, gli succedette nei territori francesi, le signorie di Montfort e Rochefort. Anche gli Annales Cestrienses, riportano la morte di Simone III, ricordando che era suocero del conte di Chester, Ugo di Kevelioc.
Amalrico governò per pochi mesi la Contea di Évreux; infatti il Ex Obituario ecclesiæ Ebroicensis, ricorda la morte di Amalrico il 13 marzo 1182 e nella contea di Évreux gli succedette il suo unico figlio, anche lui di nome Amalrico, come Amalrico VI

## Matrimonio e discendenza
Amalrico V aveva sposato, nel 1170 Mabel di Gloucester o Mabel FitzRobert, figlia primogenita del secondo conte di Gloucester, Guglielmo e della moglie Havisa di Beaumont (dopo il 1120 – 24 o 25 maggio 1197), figlia primogenita ed erede di Roberto di Beaumont, II conte di Leicester e Gran Giustiziere del Regno d'Inghilterra (1104 - † 1168) e della moglie, Amice di Gaël e di Montfort. Nel 1182, morì Guglielmo, il padre di Mabel, e il re Enrico II, inglobò nel regno d'Inghilterra la contea di Gloucester.
Da Mabel Amalrico ebbe un solo figlio:
- Amalrico († 1213), Conte di Évreux[2];

## Ascendenza
|                        |   |                       | Genitori              |  |  | Nonni |  |  | Bisnonni             |  |  | Trisnonni            |  |
|                        |   |                       |                       |  |  |       |  |  | Simone I di Montfort |  |  | Amaury I di Montfort |  |
|                        |   |                       |                       |  |  |       |  |  | Simone I di Montfort |  |  | Amaury I di Montfort |  |
|                        |   | Bertrada              |                       |  |  |       |  |  | Simone I di Montfort |  |  |                      |  |
| Amaury III di Montfort |   |                       |                       |  |  |       |  |  | Simone I di Montfort |  |  |                      |  |
|                        |   | Agnese d'Évreux       | Riccardo d'Évreux     |  |  |       |  |  |                      |  |  |                      |  |
|                        |   | Agnese d'Évreux       | Riccardo d'Évreux     |  |  |       |  |  |                      |  |  |                      |  |
|                        |   | Agnese d'Évreux       | Codechilde di Conches |  |  |       |  |  |                      |  |  |                      |  |
| Simone III di Montfort |   | Agnese d'Évreux       |                       |  |  |       |  |  |                      |  |  |                      |  |
|                        |   | Anseau di Garlande    | …                     |  |  |       |  |  |                      |  |  |                      |  |
|                        |   | Anseau di Garlande    | …                     |  |  |       |  |  |                      |  |  |                      |  |
|                        |   | Anseau di Garlande    | …                     |  |  |       |  |  |                      |  |  |                      |  |
| Agnese di Garlande     |   | Anseau di Garlande    |                       |  |  |       |  |  |                      |  |  |                      |  |
|                        |   | Beatrice di Montlhéry | …                     |  |  |       |  |  |                      |  |  |                      |  |
|                        |   | Beatrice di Montlhéry | …                     |  |  |       |  |  |                      |  |  |                      |  |
|                        |   | Beatrice di Montlhéry | …                     |  |  |       |  |  |                      |  |  |                      |  |
| Amaury V di Montfort   |   | Beatrice di Montlhéry |                       |  |  |       |  |  |                      |  |  |                      |  |
|                        | … | …                     |                       |  |  |       |  |  |                      |  |  |                      |  |
|                        | … | …                     |                       |  |  |       |  |  |                      |  |  |                      |  |
|                        | … | …                     |                       |  |  |       |  |  |                      |  |  |                      |  |
| …                      | … |                       |                       |  |  |       |  |  |                      |  |  |                      |  |
|                        |   | …                     | …                     |  |  |       |  |  |                      |  |  |                      |  |
|                        |   | …                     | …                     |  |  |       |  |  |                      |  |  |                      |  |
|                        |   | …                     | …                     |  |  |       |  |  |                      |  |  |                      |  |
| Matilde                |   | …                     |                       |  |  |       |  |  |                      |  |  |                      |  |
|                        |   | …                     | …                     |  |  |       |  |  |                      |  |  |                      |  |
|                        |   | …                     | …                     |  |  |       |  |  |                      |  |  |                      |  |
|                        |   | …                     | …                     |  |  |       |  |  |                      |  |  |                      |  |
| …                      |   | …                     |                       |  |  |       |  |  |                      |  |  |                      |  |
|                        |   | …                     | …                     |  |  |       |  |  |                      |  |  |                      |  |
|                        |   | …                     | …                     |  |  |       |  |  |                      |  |  |                      |  |
|                        |   | …                     | …                     |  |  |       |  |  |                      |  |  |                      |  |
|                        |   | …                     |                       |  |  |       |  |  |                      |  |  |                      |  |

### Letteratura storiografica
- Louis Halphen, "La Francia: Luigi VI e Luigi VI (1108-1180)", cap. XVII, vol. VI (Declino dell'impero e del papato e sviluppo degli stati nazionali) della Storia del Mondo Medievale, 1999, pp. 705–739.